# Rhamphiophis maradiensis
Rhamphiophis maradiensis är en ormart som beskrevs av Chirio och Ineich 1991. Rhamphiophis maradiensis ingår i släktet Rhamphiophis och familjen snokar. Inga underarter finns listade i Catalogue of Life.
Rhamphiophis maradiensis fick sin vetenskapliga beskrivning med hjälp av exemplar från Niger. Sedan upptäcktes att individerna är identiska med exemplar från arten Malpolon moilensis. The Reptile Database listar Rhamphiophis maradiensis därför som synonym.